# San Vicente de Cañete
San Vicente de Cañete es una ciudad peruana capital del distrito homónimo y de la provincia de Cañete ubicada en el departamento de Lima. 
Se halla a orillas del río Cañete, a 144 km al sur de Lima. Contaba con una población estimada de 114 533 hab. en 2023. Es también es conocida como "Capital del Arte Negro Provincial"

## Cultura

### Historia
Cañete, antiguamente llamado Huarco, integraba un curacazgo (región liderada por un curaca) jefaturado por el Chuqui Manco, que resistió durante más de cuatro años el asedio de las tropas incas. De tal acción quedan los restos de la fortaleza de Ungará, escenario de la batalla final, ubicados en las cercanías del distrito de Imperial. Luego, el 30 de agosto en 1556 el virrey español Andrés Hurtado de Mendoza, «fundó» sobre esta aldea de Guarco la «villa de Cañete» por orden del rey de España, Carlos V.
Durante la colonia surgieron numerosas haciendas que trajeron esclavos africanos para trabajar en las plantaciones; al abolirse la esclavitud en 1854 fueron reemplazados por los chinos, quienes construyeron una casa que es actualmente conocida como Casa de la Colonia China, y que se ubica en el distrito de San Luis. En Cañete existe también un Templo Japonés, único en el Perú, llamado Jionji construido en la década de los setenta, y que es centro de peregrinaciones anuales. Jionji fue fundado inicialmente en el año 1907, con el nombre Nasenji dentro de la hacienda Santa Bárbara de Cañete.

### Turismo
Cañete cuenta con diferentes sitios de interés, además de los mencionados vestigios de cultura china y japonesa. Aquí podemos encontrar el Santuario Madre del Amor Hermoso (que antiguamente se encontraba en una ermita al lado de la carretera a Lunahuaná), lugar que cuenta con una imagen de la Virgen tallada en madera y vestida con un atuendo típico de la zona. Cada año, en Semana Santa, se realiza la “Pasión de Cañete”, obra teatral que representa el Vía Crucis y la Pasión de Jesucristo.
En los alrededores es posible encontrar algunas antiguas casas haciendas, como la exhacienda Gómez, llamada hoy Castillo Unanue, edificación construido por José Unanue y de la Cuba (hijo del prócer José Hipólito Unanue y Pavón) en 1843; la Casa Hacienda Arona, lugar donde se residió Unanue durante sus últimos años hasta su fallecimiento; la Casa Hacienda Montalván, lugar donde residió casi hasta su muerte el prócer chileno Bernardo O’Higgins; la Hacienda Hualcará, reconocida por sus reses bravas, fue cuna de “Lolo” Fernández; la Hacienda La Quebrada, famosa por la devoción que se profesa a Santa Efigenia, Patrona del Arte Negro Peruano.
Cañete también es conocida por su buena producción de productos vitivinícolas, como el pisco, vino y la cachina.
La última semana de agosto se celebra la Semana Turística y convierte a Cañete en la principal atracción del Sur chico, teniendo como evento estelar, el Festival de Arte Negro.

### Aporte africano
En el pasado en Cañete se establecieron numerosas haciendas y para trabajar en ellas se trajo gran número de esclavos africanos que aportaron sus costumbres al folclore de la zona. En el distrito de San Luis de Cañete, vive todavía una de las más famosas colonias de negros en el Perú, descendientes de aquellos traídos desde el África para las faenas agrícolas en épocas pasadas. Han dado y dan al país famosos personajes en el mundo del deporte, el arte y la ciencia. Instrumentos musicales, bailes, dichos, comidas y costumbres que se han entretejido en la trama del alma nacional.

### Festividades
- 22 enero: San Vicente Mártir
- Febrero (primer sábado): Día del Pisco sour
- Marzo - abril: Semana Santa.
- Mayo: Madre del Amor Hermoso.
- Julio (cuarto domingo): Día del Pisco
- 12 agosto: Día del Arte Negro.
- Última semana de agosto: Semana Turística de Cañete.
- Octubre y noviembre: Señor de los Milagros.

## Distritos
La Ciudad de Cañete esta Divida en 2 Distritos, y tiene una población de 97 882 habitantes, según estimaciones del INEI 2023.
| Pos   | Distritos             | Población |
| ----- | --------------------- | --------- |
| 1     | San Vicente de Cañete | 67 323    |
| 2     | Imperial              | 47 210    |
| Total | Total                 | 114 533   |

## Geografía

### Ubicación
La ciudad de San Vicente de Cañete se encuentra a 144 km de la ciudad de Lima, a orillas del río Cañete, a una altitud de 40 m s. n. m.

### Clima
Tiene ausencia casi total de precipitaciones, mayormente con una alta humedad atmosférica y cobertura nubosa.
Con temperaturas máximas, que en meses de verano llegan a los 31 °C, en invierno máximas de 21 °C y mínimas que en verano llegan a 20 °C y en invierno de 12 °C. 
De abril a octubre San Vicente de Cañete goza de una persistente garua especialmente en horas de la madrugada y altas horas de la noche. Se puede decir que San Vicente de Cañete tiene un clima particular, ya que está a solo 45 km de Lunahuaná y tiene un clima totalmente diferente: húmedo y sin precipitaciones.
| Parámetros climáticos promedio de San Vicente de Cañete | Parámetros climáticos promedio de San Vicente de Cañete | Parámetros climáticos promedio de San Vicente de Cañete | Parámetros climáticos promedio de San Vicente de Cañete | Parámetros climáticos promedio de San Vicente de Cañete | Parámetros climáticos promedio de San Vicente de Cañete | Parámetros climáticos promedio de San Vicente de Cañete | Parámetros climáticos promedio de San Vicente de Cañete | Parámetros climáticos promedio de San Vicente de Cañete | Parámetros climáticos promedio de San Vicente de Cañete | Parámetros climáticos promedio de San Vicente de Cañete | Parámetros climáticos promedio de San Vicente de Cañete | Parámetros climáticos promedio de San Vicente de Cañete | Parámetros climáticos promedio de San Vicente de Cañete |
| Mes                                                     | Ene.                                                    | Feb.                                                    | Mar.                                                    | Abr.                                                    | May.                                                    | Jun.                                                    | Jul.                                                    | Ago.                                                    | Sep.                                                    | Oct.                                                    | Nov.                                                    | Dic.                                                    | Anual                                                   |
| ------------------------------------------------------- | ------------------------------------------------------- | ------------------------------------------------------- | ------------------------------------------------------- | ------------------------------------------------------- | ------------------------------------------------------- | ------------------------------------------------------- | ------------------------------------------------------- | ------------------------------------------------------- | ------------------------------------------------------- | ------------------------------------------------------- | ------------------------------------------------------- | ------------------------------------------------------- | ------------------------------------------------------- |
| Temp. máx. media (°C)                                   | 30                                                      | 31                                                      | 30                                                      | 28                                                      | 25                                                      | 20                                                      | 19                                                      | 19                                                      | 21                                                      | 28                                                      | 23                                                      | 26                                                      | 25                                                      |
| Temp. media (°C)                                        | 26                                                      | 27                                                      | 25                                                      | 23                                                      | 24                                                      | 19                                                      | 18                                                      | 20                                                      | 22                                                      | 23                                                      | 24                                                      | 25                                                      | 23                                                      |
| Temp. mín. media (°C)                                   | 21                                                      | 24                                                      | 20                                                      | 20                                                      | 16                                                      | 15                                                      | 12                                                      | 13                                                      | 16                                                      | 17                                                      | 17                                                      | 19                                                      | 17.5                                                    |
| Días de lluvias (≥ 1 mm)                                | 2                                                       | 10                                                      | 7                                                       | 1                                                       | 1                                                       | 1                                                       | 1                                                       | 1                                                       | 0                                                       | 0                                                       | 0                                                       | 5                                                       | 29                                                      |
| Fuente: accuweather.com                                 |                                                         |                                                         |                                                         |                                                         |                                                         |                                                         |                                                         |                                                         |                                                         |                                                         |                                                         |                                                         |                                                         |

## Deporte
Esta ciudad de la costa central cuenta con un equipo de fútbol profesional llamado Atlético Independiente de Cañete fundado en 1938, el cual juega actualmente en la Copa Perú. Este equipo juega de local en el Estadio Roberto Yáñez con capacidad para 5000 mil espectadores y entre sus principales logros destacan la participación en segunda división entre los año 1983-1989 y el campeonato de la Liga Departamental de Lima en 1980. Su clásico rival es el Club Deportivo Walter Ormeño, del distrito de Imperial (Capital Comercial de Cañete) el cual llegó a jugar en la primera división fútbol profesional, único equipo cañetano que ha jugado en el fútbol rentado. 
La provincia de Cañete cuenta con varios estadio como el Estadio Roberto Yáñez, actualmente en remodelación, ampliando su capacidad a 15.000 personas. o el no menos reconocido Estadio Óscar Ramos Cabieses de Imperial donde juega de local el Club Walter Ormeño también conocido como "El León del Óscar Ramos"; también podemos citar al estadio del distrito de Mala.